# ماري ماكولاي
ماري ماكولاي (بالإنجليزية: Mary Macaulay)‏ هي نقابية أمريكية، ولدت في 27 يناير 1865، وتوفيت في 19 يوليو 1944.